# رنه فلیس اسمیت
رنه فلیس اسمیت (به انگلیسی: Renée Felice Smith) (زاده ۱۶ ژانویه ۱۹۸۵) بازیگر آمریکایی است.
از کارهای معروف او می‌توان به بازی در مجموعه تلویزیونی ان‌سی‌آی‌اس: لس آنجلس اشاره کرد.